# Malek Miklós (producer)
Ifjabb Malek Miklós (Budapest, 1975. április 15. –) magyar zenei producer, mixer és dalszerző, jelenleg Los Angelesben él. Édesapja id. Malek Miklós Erkel Ferenc-díjas karmester, zeneszerző, édesanyja Toldy Mária táncdalénekesnő, énektanár. Nővére Malek Andrea többszörös EMeRTon-díjas és Artisjus dijas színésznő, énekesnő.

## Életrajz
Ismert zenészcsaládban nőtt fel Budapesten. Nappal klasszikus zenét tanult, este sikeres magyar előadókkal dolgozott a stúdióban (Hip-Hop Boyz, Csonka András, FLM, Roy & Ádám). Jó néhány sláger és a Zeneakadémia zongoraművészi diploma átvétele után Amerikába költözött, hogy a Berklee College of Music zenei iskolában tanuljon. Hamarosan egy New York-i zeneműkiadó leszerződtette, és ezzel elindult a dalszerzői karrierje (Anastacia, Jessica Andrews). Az ezt követő években mint zenei producer, hangszerelő és hangmérnök is megtalálta a helyét: Jennifer Lopez, Jessica Andrews, M2M, Dream, Sylvia Tosun, David Phelps, Marion Raven, Hiromi Go, Plus One lemezein is közreműködött.
2006-ban Los Angeles felé vette az irányt, és stúdiót épített Hollywoodban. A munkái stilisztikailag és földrajzilag is kiszélesedtek, és azóta olyan különböző előadókkal dolgozott együtt, mint Kat Graham, Janice Dickinson, Pixie Lott (UK), Ayaka Hirahara (Japan), Sylwia Grzeszczak (Lengyelország), Justyna Steczkowska (Lengyelország), és Yanni, akinek Miklós már három albumán is közreműködött. Music Connection Magazine 2010-ben az X-Faktor mentorává vált, és három évad alatt a mentoráltjai elnyerték az első (Kocsis Tibor), második (Antal Timi) és harmadik (Csobot Adél) helyet.

## Válogatott diszkográfia
- Anastacia: "Freak of Nature" hangszerelő, dalszerző "I Thought I Told You That "
- Ayaka Hirahara: "Stars", "Wedding Song", "Overnight Sensation" hangmérnök
- Astraea: Dirty Blonde EP hangszerelő. dalszerző, zenei producer, hangmérnök
- David Phelps: Revelation "Heart of Hearts" dalszerző
- Dream: It Was All a Dream "I don't Like Anyone" hangszerelő, billentyűs hangszerek, szintetizátor programozás
- Ginuwine: The Life "Just Because" billentyűs hangszerek, szintetizátor programozás
- Hiromi Go: "Evolution" hangszerelő, billentyűs hangszerek, gitár
- Jennifer Lopez: JLO "Love Don't Cost a Thing" billentyűs hangszerek, szintetizator programozás
- Jennifer Lopez: "Love Don't Cost a Thing" Single "Love Don't Cost a Thing" (RJ Schoolyard Mix) billentyűs hangszerek, szintetizátor programozás
- Jessica Andrews: Who I Am "Now I Know" dalszerző
- Justyna Steczkowska: "Prosze Cie Sklam" dob programozás
- Kat Graham: "Down Like That" dalszerző, zenei producer, hangmérnök, masztering
- LMNT: All Sides "It's Your Love" billentyűs hangszerek, szintetizátor és dob programozás
- M2M: "What Do You Do About Me" Single "What You Do About Me (remix)", "Everything" (Dace Remix) zener producer, remixer, hangszerelő, hangmérnök
- M2M: The Big Room "What You Do About Me", "Everything", "Don't" billentyűs hangszerek, guitar, basszusgitár, "Miss Popular" billentyűs hangszerek
- Pixie Lott Turn It Up "Jack" szintetizátor program
- Plus One: "Obvious" zener producer, hangszerelő, billentyűs hangszerek, gitár, hangmérnök, "Kick Me" hangmérnök
- Sylwia Grzeszczak: "Komponujac Siebie" masztering hangmérnök
- Savannah Phillips: "Middle Finger High" hangmérnök, masztering
- Yanni: Truth of Touch "Truth of Touch", "Seasons", "Voyage", "Flash of Color", "Vertigo" zeneszerző és hangszerelő
- Yanni: Voices "1001", "Our Days" zeneszerző és hangszerelő
- Yanni:Live at El Morro Puerto Rico "Truth of Touch","Voyage", "Vertigo" zeneszerző és hangszerelő
- TRF: Tribute Album Best, "Overnight Sensation" hangmérnök

### Magyar nyelven
- Zavarba hozták Malek Miklóst
- Yanni új lemezén Malek Miklós is dolgozott[halott link]
- Malek Miklós (zene.hu)
- https://web.archive.org/web/20160304103827/http://xfaktor.rtlklub.hu/cikk/508419/
- Kilép Malek Miklós, otthagyja az X-Faktort (origo.hu)
- Malek Miklós Amerikában élő fia lehet az X-Faktor negyedik mentora - Velvet
- Ifjabb Malek Miklós is az X-Faktorban - Blikk
- Malek Miklós beül az X-Faktor zsűrijébe - Bors[halott link]